# Sadad
Sadad (en árabe: صدد‎ / ALA-LC: Șadad) es un pueblo de Siria, localizado 60 kilómetros al sur de Homs, y 101 kilómetros al noreste de  Damasco.

## Historia
Sadad es un pueblo muy antiguo. Probablemente sea el mencionado en el Antiguo Testamento (Números, 34:8; Libro de Ezequiel, 47:15) como formando parte de la frontera noreste de la bíblica tierra de Canaán, bajo el nombre de Zedad, traducido como Sedada en la Vulgata.

### Dominioárabeyotomano
Aislada en el desierto, la comunidad permaneció practicando el cristianismo ortodoxo siríaco, incluso tras la conquista musulmana de Siria durante el siglo VII. El arameo todavía se habla en el pueblo. Sadad ha sido un arzobispado importante en el pasado. Hubo una conexión cercana entre Sadad y el Monasterio de San Moisés el Abisinio. Según Istifan al-Duwayhi, algunos de los monjes de ese monasterio provenían de Sadad.
En un informe de 1881, un militar francés describió el estado de inseguridad de Sadad, cuyos habitantes parecían sufrir ataques de los beduinos. A pesar de los impuestos que pagaban regularmente a las tribus que acampaban la región, estaban siempre en riesgo de ser atacados. Los habitantes crearon por tanto barricadas de adobe alrededor de la villa y sus jardines cercanos, con lo que prevenían a cualquiera que montara a caballo entrar sin descabalgar, cosa que un beduino solitario pocas veces haría en territorio enemigo.

### Guerra Civil Siria
Durante el transcurso de la Guerra Civil Siria, el 21 de octubre de 2013 el pueblo fue invadido por rebeldes islamistas pertenecientes al Frente al-Nusra, que colocó altavoces en la plaza mayor llamando a los habitantes a regresar a sus casas. Al menos 9 personas fueron asesinadas tras ser encontradas en las calles. Las fuerzas del Ejército Sirio fueron enviadas el 22 de octubre para retomar el pueblo, generando enfrentamientos intensos por parte de los militantes. Los habitantes no tenían muy claro la razón del ataque, aunque se vio como posible motivo la existencia de suministros médicos en el hospital local y la presencia de un arsenal militar cercano.
Para el 28 de octubre, el Ejército había recapturado todo el pueblo de Sadad. Los habitantes, al regresar a su pueblo, se encontraron con dos fosas comunes de civiles, incluyendo mujeres y niños, con un total de 30 cuerpos. Los sospechosos de la masacre fueron rebeldes islamistas. Se ha estimado que cerca de 50 habitantes perdieron sus vidas durante la ocupación rebelde.

## Demografía
Según el censo de 2004, el pueblo tenía una población de 3503 habitantes. 

## Atracciones turísticas
El pueblo es conocido por sus iglesias, en particular, la iglesia de Mar Sarkis y la iglesia de San Teodoro. Ambas tienen frescos elaborados en sus paredes, cosa poco habitual en iglesias de Siria.

## Personas notables
- Barsum Hilal de Sadad, sacerdote y calígrafo en el siglo XVI.[8]